# エマ・ディドレイク
エマ・ディドレイク（Emma Didlake、1904年3月13日 - 2015年8月16日）は、アフリカ系アメリカ人のスーパーセンテナリアン。最高齢の婦人陸軍部隊所属者、第二次世界大戦の軍人であった。

## 初期の人生
1904年3月13日、アラバマ州ボリジーで生誕。
幼い頃にケンタッキー州に移り、1922年に炭鉱夫と結婚し、その後も家族を育てるために滞在した。

## キャリア
1943年よりWAACに参加した。理由についてはサン・アントニオ・エクスプレス・ニュースに、「別のことをしたかった」という理由で陸軍に入隊したと語っていた。主にドライバーとして務めた。第二次世界大戦での功績から、婦人陸軍部隊勲章、アメリカ従軍章、第二次世界大戦勝利勲章を獲得した。

## 戦後以降
それ以降は家族とともにデトロイトに移り、直後、地元のNAACP支部に加わる。 1963年のワシントン大行進でマーティン・ルーサー・キング・ジュニアと一緒に行進したとされる。2013年、デトロイトNAACPの第58回年次フリーダムファンドディナーにて、ジェームズ・ウェルドン・ジョンソン生涯功労賞を受賞した。2015年7月17日にはバラク・オバマとの面会や、アーリントン国立墓地など、いくつかの歴史的建造物のツアーを含む旅行のためワシントンD.C.を訪れた。
大統領執務室での会談で、ホワイトハウスで大統領に会うときに主に外国の指導者が座っているのと同じ場所で車椅子に座った。オバマ大統領は、米軍の統合を支援した女性およびアフリカ系アメリカ人の退役軍人の1人としての先駆的な奉仕について称賛した。
長寿の秘訣としては果物と野菜をたくさん含む食事療法を行っていた。また、ウォッカに一晩漬けたゴールデンレーズンも食べていた。

## 死去
ホワイトハウスを訪れてから約1か月後から病気になり。2015年8月16日に111歳で死去した。当時、孫と曽孫が生き残っていた。

8月19日、オバマ大統領はディドレイクの死について次の声明を発表した。
エマ・ディドレイクは、自国のために多くの犠牲を払ってきた。何世代にもわたるアメリカ人の真の先駆者であり、卓越性と名誉をもって彼女の国に奉仕した。私は先月、エマをホワイトハウスに迎えることに対し、謙虚であったことに感謝した。ミシェルと私は、エマの家族、友人、そしてすべての人に心からお悔やみを申し上げます。
ディドレイクの死により、第二次世界大戦の軍人の最高齢はルイジアナ州在住のフランク・レビングストンとなった。